# Potok Zagórski (dopływ Czarnej Przemszy)
Potok Zagórski – potok w województwie śląskim na Wyżynie Śląskiej, lewy dopływ Czarnej Przemszy, należący do lewobrzeżnego dorzecza Wisły.
Potok, którego średni przepływ wynosi ok. 550 l/s, ma długość ok. 4 km, z czego 3,3 km jego przebiegu to woda powierzchniowa a 0,7 km podziemna.

## Położenie i przebieg
Potok Zagórski posiada naturalne źródła w Sosnowcu na zalesionym wzniesieniu zagórskim w okolicy ulicy ks. Jerzego Popiełuszki w dzielnicy Zagórze, skąd płynie ku zachodowi pod drogą krajowej nr 94. Po przekroczeniu drogi przepływa uregulowanym korytem przez niegdyś zabagnione obszary dzielnicy Środula (Dolna Środula) terenami nieużytków pomiędzy zabudowaniami hipermarketów i magazynów do Będzina. W końcowym odcinku płynie zakrytym korytem pod torowiskiem linii kolejowej nr 1 na teren Elektrociepłowni Będzin, gdzie znajduje się ujście potoku do Czarnej Przemszy.
Potok Zagórski oprócz wód źródłowych niesie wody opadowe i roztopowe z odwodnienia ulicy Jana Długosza, terenu centrum handlowego Auchan Polska Sp. z o.o., dzielnicy Józefów, osiedla Środula Płn. (ul. Wapienna, Aleksandra Wieczorka, Franciszka Jarosza oraz rejonu ul. Jana Szreniawskiego) i osiedla Środula.

## Historia
Ślady i dokumenty wskazują, że od czasów średniowiecza, wody źródła były wykorzystywane przez lokalny browar do produkcji piwa aż do czasu rozpoczęcia eksploatacji złóż węgla w regionie. W pobliżu źródeł zlokalizowany był też Gródek Rycerski, którego fosa była napełniana wodami z potoku. Dla zapobieżenia zalewaniu dawnych wyrobisk górniczych koryto zostało w latach 1981–1986 uregulowane. Jednocześnie ekolodzy przypuszczają, że wybudowane na terenie Środuli w latach 90. XX wieku hipermarkety mogły naruszyć ekosystem tego cieku wodnego.

## Ochrona przyrody
W dolinie Potoku Zagórskiego znajdują się łąki i zadrzewienia składające się między innymi z roślin: malina właściwa, pałka szerokolistna, wiązówka błotna, które to są lęgowiskami wielu gatunków ptaków: białorzytki, kuropatwy, pokląskwy, skowronka, gąsiorka, pliszki żółtej, dymówki i podlegającej ścisłej ochronie czajki.
Innymi cennym gatunkiem występującym na łąkach zagórskich jest kosaciec syberyjski, natomiast w okolicach źródłowych Potoku, zwanych Dębnikiem, występuje krwiściąg lekarski, będący ostoją modraszki telejusa i modraszki nausitousa chronionej prawem europejskim.

### Siedliska czajki
Ze względu na występowanie tak rzadkich gatunków, a szczególnie wpisanej na czerwoną listę czajki Zagórskie towarzyszenie Regionalne Pakosznica a potem Przyroda dla Sosnowca wystąpiły o ustanowienie obszaru potoku i przylegających łąk chronionym użytkiem ekologicznym. Pierwsze projekty związane z ochroną terenu Potoku Zagórskiego pojawiły się w 2003 roku, jako efekt uchwały rady miejskiej w sprawie zagospodarowania terenu Środula-Północ. Późniejsze projekty zakładały ochronę potoku włącznie z otaczającymi łąkami i doliną - pojawiły się w planach Urzędu Miasta Sosnowca w 2010 roku kwalifikując je jako Powierzchnie przyrodniczo cenne na terenie Sosnowca. W 2012 roku w efekcie braku działania, temat konieczności ochrony tych terenów podjęło stowarzyszenie Pakosznica, postulując objęciem ochroną terenu doliny potoku, łąk, kamieniołomu oraz pozostałości Gródka Rycerskiego postulując utworzenie zespołu przyrodniczo-krajobrazowego. Wobec braku reakcji władz miasta, stowarzyszenie prowadziło czynną ochronę terenu we własnym zakresie, a czyszczenie koryta potoku zostało wykonane z inicjatywy obywatelskiej w ramach budżetu obywatelskiego. W 2020 został ponownie zgłoszony wniosek do Rady Miasta o ustanowienie ochrony terenów potoku, który został odrzucony.